# Habiz
El habiz (en árabe: وَقْف‎, waqf; plural أَوْقَاف, awqāf), también llamado en el Magreb ḥabs (en árabe: حَبْس; plural حُبوس, hubūs, o أَحْباس, aḥbās), o más frecuentemente bienes habices, es una donación religiosa inalienable en el Islam, típicamente un edificio o tierras ofrecidas por una persona a religiosos musulmanes o para obras de utilidad pública o caritativa. Es una donación en usufructo a perpetuidad, que en el mundo islámico se torna por tanto inembargable. Eduardo Manzano Moreno lo define como «un legado inalienable cuyos frutos o uso estaban destinados a una causa piadosa».
Si el azaque (zakat) o limosna es obligatorio para todo musulmán solvente, el habiz es facultativo. Proviene en todo caso del mismo espíritu de entrega de los bienes creados a la comunidad de creyentes y a Dios. En cualquier caso, es una obligación caritativa (Corán: v. 92. 3).

## Historia
Según diferentes tradiciones (ahadith), el propio Profeta habría animado a sus primeros discípulos a efectuar donaciones de esta naturaleza. En respuesta a uno de sus compañeros, Omar ibn al-Jattab, que le interrogaba para saber cómo debía utilizar una tierra que había adquirido, y si había que darla en limosna, el Profeta le aconsejó inmovilizar los fondos y dar en limosna el producto obtenido.
De hecho, la práctica de las donaciones habices solo comenzó a difundirse a partir de la muerte del Profeta y progresivamente se llegó a generalizar. Podía tratarse de donaciones de tierras, incluso de grandes extensiones, jardines, pero también viviendas, tiendas, hornos, baños, prensas, cuadras, caravansares, albergues, etc.
Eduardo Manzano Moreno, tras poner ejemplos de bienes susceptibles de ser constituidos como habices —«un caballo para la Guerra Santa, unas joyas para los esponsales de los pobres, unos libros para su estudio por aprendices de ulemas o, más frecuentemente, unas tierras para que sus rentas sirvieran para el mantenimiento de una determinada mezquita»— advierte que «en ocasiones la constitución de estos habices podía tener motivaciones menos nobles», ya que podían servir para sortear «las rígidas normas testamentarias del derecho islámico» priorizando unos herederos frente a otros —cuando se establecía un habiz se tenía la potestad de determinar a quién iba dirigido el bien—. Asimismo los deudores podían escapar a sus acreedores al constituir un habiz con todos sus bienes que pasarían a sus hijos y declararse así insolventes.

### Financiación de escuelas y hospitales
Después del establecimiento del habiz y las fundaciones de las Madrazas estuvieran firmemente establecidas en el siglo X, el número de hospitales se multiplicó por todas las tierras del Islam. En el siglo XI, el sistema islámico de salud cubría todas las ciudades, dotadas de al menos un hospital. Los fondos del habiz consiguieron no solo construirlos sino que incluían los salarios de los médicos y los especialistas, como oftalmólogos o cirujanos, así como la farmacia, personal auxiliar y elementos mobiliarios. Con esas fundaciones también se proveyeron escuelas de medicina con todos los gastos de profesorado, alumnos e instalaciones.